# Списък с филмите на „Туентиът Сенчъри Студиос“
Това е списък с филмите, продуцирани от „Туентиът Сенчъри Студиос“, продуцирани в началото на 2020 г.

## Сегашни
| Премиера             | Заглавие                                      | Бележки |
| -------------------- | --------------------------------------------- | --- |
| 21 февруари 2020 г.  | Дивото зове                                   | копродукция с 3 Arts Entertainment и TSG Entertainment; първият филм, издаден по името на 20th Century Studios                                                                                  |
| 28 август 2020 г.    | Новите мутанти                                | копродукция с Genre Films, Marvel Entertainment и Sunswept Entertainment |
| 23 октомври 2020 г.  | Кухия човек                                   | копродукция с Boom! Studios; пуснат под името 20th Century Fox |
| 14 май 2021 г.       | Жената на прозореца                           | като Fox 2000 Pictures, копродукция с Scott Rudin Productions; последният филм на Fox 2000 Pictures; разпространява се от Netflix                                                               |
| 13 август 2021 г.    | Свободен играч                                | копродукция с 21 Laps Entertainment, Maximum Effort, Berlanti Productions и Lit Entertainment Group                                                                                             |
| 27 август 2021 г.    | Докато ваканцията ни раздели                  | копродукция с Broken Road Productions; разпространен от Hulu в САЩ и Disney+ чрез Star по света                                                                                                 |
| 15 октомври 2021 г.  | Последният дуел                               | копродукция с TSG Entertainment, Scott Free Productions и Pearl Street Films |
| 22 октомври 2021 г.  | Бъгнатият Рон                                 | като 20th Century Animation; копродукция с TSG Entertainment, Locksmith Animation и DNEG |
| 12 ноември 2021 г.   | Отново сам вкъщи                              | копродукция с Hutch Parker Entertainment; разпространен от Disney+ |
| 10 декември 2021 г.  | Уестсайдска история                           | копродукция с Amblin Entertainment и TSG Entertainment награда „Оскар“ за най-добър филм Награда „Златен глобус“ за най-добър филм – мюзикъл или комедия                                        |
| 22 декември 2021 г.  | Първа мисия                                   | копродукция с Marv Studios и Cloudy Productions |
| 11 февруари 2022 г.  | Смърт край Нил                                | копродукция с TSG Entertainment, Genre Films, The Mark Gordon Company и Scott Free Productions                                                                                                  |
| 25 февруари 2022 г.  | Без изход                                     | разпространен от Hulu в САЩ и Дисни+ в световен мащаб |
| 18 март 2022 г.      | Деца на килограм                              | единствен притежател на авторските права продуциран от Walt Disney Pictures и Khalabo Ink Society разпространен от Дисни+                                                                       |
| 18 март 2022 г.      | Дълбока вода                                  | копродукция с Regency Enterprises, New Regency Productions, Entertainment One, Film Rites, Entertainment 360 и Keep Your Head разпространен от Hulu в САЩ и Amazon Prime Video в световен мащаб |
| 27 май 2022 г.       | Бургерите на Боб: Филмът                      | копродукция с 20th Century Animation, 20th Century Family, Bento Box Entertainment и Wilo Productions                                                                                           |
| 1 юли 2022 г.        | Принцесата ‡                                  | копродукция с Original Film; разпространява се от Hulu в Съединените щати, Disney+ в световен мащаб, и Star+ в Латинска Америка                                                                 |
| 5 август 2022 г.     | Плячка ‡                                      | копродукция с Davis Entertainment; разпространява се от Hulu в Съединените щати, Disney+ в световен мащаб, и Star+ в Латинска Америка                                                           |
| 9 септември 2022 г.  | Варварин                                      | копродукция с Regency Enterprises, Almost Never Films, Hammerstone Studios, Vertigo Entertainment и Boulderlight Pictures                                                                       |
| 7 октомври 2022 г.   | Амстердам                                     | копродукция с Regency Enterprises, Forest Hill Entertainment и Canterbury Glass Productions |
| 14 октомври 2022 г.  | Розалин ‡                                     | копродукция с 21 Laps Entertainment разпространява се от Hulu в Съединените щати, Disney+ в световен мащаб, и Star+ в Латинска Америка                                                          |
| 2 декември 2022 г.   | Darby and the Dead ‡                          | копродукция с Footprint Features разпространява се от Hulu в Съединените щати, Disney+ в световен мащаб, и Star+ в Латинска Америка                                                             |
| 2 декември 2022 г.   | Diary of a Wimpy Kid: Rodrick Rules ‡         | единствен притежател на авторските права продуциран от Walt Disney Pictures пуснат от Дисни+ |
| 9 декември 2022 г.   | Нощ в музея: Ка Мун Ра се възражда отново     | единствен притежател на авторските права копродукция с 21 Laps Entertainment, Alibaba Pictures и Atomic Cartoons разпространява се от Дисни+                                                    |
| 16 декември 2022 г.  | Аватар: Природата на водата                   | копродукция с Lightstorm Entertainment и TSG Entertainment |
| 17 март 2023 г.      | Бостънският удушвач ‡                         | копродукция с Scott Free Productions и LuckyChap Entertainment; разпространен от Hulu, Star+ в Латинска Америка, и Disney+ в световен мащаб чрез Star                                           |
| 12 май 2023 г.       | Кратер ‡                                      | копродукция с 21 Laps Entertainment; разпространен от Disney+ |
| 19 май 2023 г.       | Белите не могат да скачат ‡                   | копродукция с Khalabo Ink Society и Mortal Media; разпространен от Hulu в САЩ, Disney+ в световен мащаб чрез Star, и Star+ в Латинска Америка                                                   |
| 2 юни 2023 г.        | Торбалан                                      | копродукция с 21 Laps Entertainment |
| 25 август 2023 г.    | Докато ваканцията ни раздели 2 ‡              | разпространен от Hulu в САЩ, Star+ в Латинска Америка, и Disney+ в световен мащаб чрез Star |
| 15 септември 2023 г. | Призраци във Венеция                          | копродукция с Kinberg Genre, Mark Gordon Pictures и Scott Free Productions |
| 22 септември 2023 г. | Никой няма да те спаси ‡                      | разпространява се от Hulu в САЩ, Disney+ в световен мащаб чрез Star, и Star+ в Латинска Америка                                                                                                 |
| 29 септември 2023 г. | Създателят                                    | копродукция с Regency Enterprises и Entertainment One |
| 3 ноември 2023 г.    | Quiz Lady ‡                                   | копродуция с Gloria Sanchez Productions и Artists First; разпространява се от Hulu в САЩ, Disney+ в световен мащаб чрез Star, и Star+ в Латинска Америка                                        |
| 8 декември 2023 г.   | Diary of a Wimpy Kid Christmas: Cabin Fever ‡ | единствен притежател на авторските права продуциран от Walt Disney Pictures разпространява се от Дисни+                                                                                         |
| 5 април 2024 г.      | Първата поличба                               | копродукция с Phantom Four Films |
| 10 май 2024 г.       | Кралството на планетата на маймуните          | копродукция с Chernin Entertainment, Oddball Entertainment и Jason T. Reed Productions |
| 26 юли 2024 г.       | Дедпул и Върколака                            | единствен притежател на авторски права; продуциран от Marvel Studios, Maximum Effort и 21 Laps Entertainment; разпространява се от Walt Disney Studios Motion Pictures                          |
| 16 август 2024 г.    | Пришълецът: Ромул                             | копродукция с Brandywine Productions и Scott Free Productions |
| 11 април 2025 г.     | Аматьорът                                     | копродукция с Hutch Parker Entertainment |

## Предстоящи филми
| Премиера            | Заглавие                             | Бележки |
| ------------------- | ------------------------------------ | --- |
| 6 юни 2025 г.       | Хищникът: Убиецът на убийците ‡      | копродукция с 20th Century Animation, The Third Floor, Inc. и Davis Entertainment; разпространява се от Hulu в Съединените щати и по Дисни+ в световен мащаб чрез Star |
| 25 юли 2025 г.      | Фантастичната четворка: Първи стъпки | притежател на авторски права, продуциран от Marvel Studios |
| 7 ноември 2025 г.   | Хищникът: Опасна зона                | копродукция с Davis Entertainment |
| 12 декември 2025 г. | Ела МакКей                           | копродукция с [racie Films |
| 19 декември 2025 г. | Аватар: Огън и пепел                 | копродукция с Lightstorm Entertainment и TSG Entertainment |
| 30 януари 2026 г.   | Send Help                            | копродукция с Raimi Productions |
| 18 декември 2026 г. | Ледена епоха 6                       | копродукция с 20th Century Animation |
| 21 декември 2029 г. | Аватар 4                             | копродукция с Lightstorm Entertainment и TSG Entertainment II |
| 19 декември 2031 г. | Аватар 5                             | копродукция с Lightstorm Entertainment и TSG Entertainment II |